# Michael Barenboim
Michael Barenboim (* 1985 in Paris) ist ein klassischer Violinist und Bratschist. Er ist Konzertmeister des West-Eastern Divan Orchestra, Professor für Ensemblespiel und Violine an der Barenboim-Said-Akademie und war von 2020 bis 2024 deren Dekan.

## Leben
Michael Barenboim ist ein Sohn des Dirigenten Daniel Barenboim und der Pianistin Jelena Baschkirowa. Er ist jüdisch, praktiziert seine Religion aber nicht aktiv. Sein älterer Bruder ist der Produzent und Songwriter David Barenboim (KD-Supier).
Er begann als Vierjähriger mit dem Klavierspiel. Mit dem Umzug der Familie nach Berlin 1992 wechselte er zur Violine. Barenboim wurde von Abraham Jaffe unterrichtet und studierte bei Axel Wilczok an der Hochschule für Musik und Theater Rostock. Seit dem Jahr 2000 ist Michael Barenboim Mitglied des West-Eastern Divan Orchestra und seit 2003 dessen Konzertmeister. Dabei trat er unter anderem in der Royal Albert Hall in London, im Théâtre du Châtelet in Paris, in der Staatsoper Unter den Linden, in der Berliner Philharmonie, bei den Salzburger Festspielen, in der New Yorker Carnegie Hall und im Teatro Colón in Buenos Aires auf.
Als Solist trat er u. a. mit dem Mahler Chamber Orchestra unter Pierre Boulez, den Wiener Philharmonikern, dem Symphonieorchester des Bayerischen Rundfunks unter Mariss Jansons, dem Chicago Symphony Orchestra, den Münchner Philharmonikern unter Lorin Maazel, dem NDR Sinfonieorchester und – im Rahmen des Summa Cum Laude Festivals – mit dem Filasteen Young Musicians Orchestra auf. 2019 wurde er als Nachfolger von Nobuko Imai Bratscher des Michelangelo String Quartets.
Barenboim unterrichtet als Professor für Violine und Ensemblespiel an der Barenboim-Said-Akademie in Berlin. Von 2020 bis 2024 war er Dekan der Akademie.

## Politisches Engagement
Michael Barenboim setzt sich für eine friedliche Lösung im Nahostkonflikt ein, wie es schon das Ziel seines Vaters war, der das West-Eastern Divan Orchestra zu diesem Zweck mit Edward Said gegründet hatte. Barenboim hofft, dass es zur Lösung des Konflikts beitragen kann, wenn Palästinenser und Israelis miteinander reden, Verständnis füreinander entwickeln und Wissenslücken schließen. Eine Lösung könne nicht durch „Waffengewalt und Besatzung“ erreicht werden, sondern nur „auf der Grundlage von Humanismus, Gerechtigkeit und Gleichheit“.
Im Mai 2024 hielt Michael Barenboim zusammen mit Clemens Arzt, Miriam Rürup und Michael Wildt im Haus der Bundespressekonferenz eine Pressekonferenz zu den pro-palästinensischen Studentenprotesten gegen Krieg in Gaza ab. Im August 2024 veröffentlichte Barenboim in der Süddeutschen Zeitung eine Kritik am Bundestagsentwurf zur Antisemitismus-Resolution in der Kultur. Er schrieb: „Nicht alle Jüdinnen und Juden werden hier geschützt, sondern nur diejenigen, die die Politik der Regierung Israels unterstützen. Das ist einer Demokratie unwürdig.“ Im November 2024 forderte eine Gruppe prominenter deutscher Intellektueller, dass Deutschland für die Handlungen Israels im Gazastreifen zur Verantwortung gezogen wird und Reparationen für die umfangreiche Zerstörung zahlt. Bei einer Pressekonferenz in Berlin erklärte Michael Barenboim: „Die endlosen Massaker, die im Gazastreifen, aber auch im Westjordanland und im Libanon stattgefunden haben und in den letzten 14 Monaten nahezu live weltweit übertragen wurden, verpflichten Deutschland endlich dazu, die Unterstützung Israels – sei es militärisch, diplomatisch oder rechtlich – einzustellen.“